# Quarna Sopra
Quarna Sopra là một đô thị ở tỉnh Verbano-Cusio-Ossola trong vùng Piedmont, có cự ly khoảng 100 km về phía đông bắc của Torino và khoảng 15 km về phía tây nam của Verbania. Tại thời điểm ngày 31 tháng 12 năm 2004, đô thị này có dân số 302 người và diện tích là 9,5 km².
Quarna Sopra giáp các đô thị: Germagno, Loreglia, Omegna, Quarna Sotto, Valstrona.